# McCaw Ridge
McCaw Ridge ist ein isolierter Gebirgskamm an der Orville-Küste des westantarktischen Ellsworthlands. Er ragt 6 km südlich des zentralen Abschnitts des Ueda-Gletschers auf.
Der United States Geological Survey (USGS) kartierte ihn anhand eigener Vermessungen und Luftaufnahmen der United States Navy aus den Jahren von 1961 bis 1967. Das Advisory Committee on Antarctic Names benannte ihn 1968 nach Dale Edward McCaw (1937–2016), Bauelektriker auf der Amundsen-Scott-Südpolstation im Jahr 1963.